# Duke Nukem (computerspelserie)
Duke Nukem is een reeks computerspellen origineel ontworpen door het softwarebedrijf Apogee Software (later overgegaan naar hun zusterbedrijf 3D Realms). Het gaat over een parodie op de stoere helden met grote spieren, zoals Rambo.
Een aantal van de spellen is gemaakt door Apogee, een aantal door 3D Realms en de niet-pc-spellen zijn door verschillende softwarebedrijven gemaakt, vaak met steun van 3D Realms.

## Delen uit de serie
- Duke Nukem (pc, 1991)
- Duke Nukem II (pc, 1993)
- Duke Nukem 3D (pc, 1996)
- Duke Nukem 64 (Nintendo 64, 1997)
- Duke Nukem: Total Meltdown (PlayStation, 1997)
- Duke Nukem: Time to Kill (PlayStation, 1998)
- Duke Nukem (Game Boy Color, 1999)
- Duke Nukem: Zero Hour (Nintendo 64, 1999)
- Duke Nukem: Critical Mass (Nintendo DS, 2011)
- Duke Nukem: Land of the Babes (PlayStation, 2000)
- Duke Nukem Advance (Game Boy Advance, 2002)
- Duke Nukem: Manhattan Project (pc, 2002)
- Duke Nukem Forever (pc, Xbox 360 en PlayStation 3, 2011)